# Fernando Mendes (futbolista nascut el 1937)
Fernando Mendes (Seia, 15 de juny de 1937-Lisboa, 31 de març de 2016) va ser un entrenador i jugador de futbol portuguès que jugava en la demarcació de migcampista.

## Internacional
Va jugar un total de 21 partits amb la selecció de futbol de Portugal. Va fer el seu debut el 16 de maig de 1959 en un partit amistós contra Suïssa que va finalitzar amb un resultat de 4-3 a favor del combinat suís. A més va arribar a disputar la classificació per l'Eurocopa 1960 i la classificació per a la Copa Mundial de Futbol de 1966, torneig en el qual va jugar el seu últim partit com a internacional en un partit contra Txecoslovàquia que va acabar amb victòria portuguesa per 0-1.

## Clubs

### Como futbolista
| Club                       | País | Any         | Partits | Gols |
| -------------------------- | ---- | ----------- | ------- | ---- |
| Sporting de Lisboa         |      | 1956 - 1968 | 165     | 1    |
| Atlético Clube de Portugal |      | 1968 - 1969 | 12      | 1    |

### Com a entrenador
| Club                       | País | Any         |
| -------------------------- | ---- | ----------- |
| Lusitânia FC               |      | 1974 - 1975 |
| Atlético Clube de Portugal |      | 1975 - 1976 |
| SC Vianense                |      | 1976 - 1977 |
| Sporting de Lisboa         |      | 1980        |
| CS Marítimo                |      | 1981        |
| Os Belenenses              |      | 1982 - 1984 |
| SC Farense                 |      | 1984 - 1985 |
| CD Trofense                |      | 1985 - 1986 |
| Sporting de Lisboa         |      | 1996        |
| SC Lourinhanense           |      | 2000        |
| Sporting de Lisboa         |      | 2000 - 2001 |

## Palmarès

### Campionats nacionals
| Títol            | Club               | País     | Any  |
| ---------------- | ------------------ | -------- | ---- |
| Primeira Liga    | Sporting de Lisboa | Portugal | 1958 |
| Primeira Liga    | Sporting de Lisboa | Portugal | 1962 |
| Primeira Liga    | Sporting de Lisboa | Portugal | 1966 |
| Copa de Portugal | Sporting de Lisboa | Portugal | 1963 |

### Campionats internacionals
| Títol           | Club               | País     | Any  |
| --------------- | ------------------ | -------- | ---- |
| Recopa d'Europa | Sporting de Lisboa | Portugal | 1964 |